# Coupe d'Europe de hockey sur glace 1967-1968
Navigation
Coupe d'Europe 1966-1967 Coupe d'Europe 1968-1969
La saison 1967-1968 est la 3e édition de la Coupe d'Europe de hockey sur glace.

## Premier tour
| Équipe 1         | Résultat | Équipe 2          | Aller  | Retour |
| ---------------- | -------- | ----------------- | ------ | ------ |
| Ässät Pori       | 12 - 5   | HK Legia Varsovie | 6 - 3  | 6 - 2  |
| Gladsaxe SF      | 2 - 27   | Vålerenga         | 1 - 12 | 1 - 15 |
| Düsseldorfer EG  | 16 - 5   | HC Chamonix       | 8 - 2  | 8 - 3  |
| HK CSKA Sofia    | 6 - 13   | HK Jesenice       | 3 - 5  | 3 - 8  |
| EC Klagenfurt AC | 10 - 5   | Ferencvárosi TC   | 6 - 2  | 4 - 3  |
| EC Kloten        | forfait  | SG Cortina        |        |        |

 Dynamo Berlin,  
 Brynäs IF :  pré-qualifiés.

## Deuxième tour
| Équipe 1        | Résultat | Équipe 2         | Aller | Retour |
| --------------- | -------- | ---------------- | ----- | ------ |
| Ässät Pori      | 15 - 5   | Vålerenga        | 7 - 2 | 8 - 3  |
| Düsseldorfer EG | 7 - 11   | HK Jesenice      | 4 - 4 | 3 - 7  |
| Brynäs IF       | 7 - 7 TF | Dynamo Berlin    | 4 - 3 | 3 - 4  |
| EC Kloten       | 4 - 11   | EC Klagenfurt AC | 4 - 6 | 0 - 5  |

## Quarts de finale
| Équipe 1      | Résultat | Équipe 2         | Aller | Retour |
| ------------- | -------- | ---------------- | ----- | ------ |
| Dynamo Berlin | 8 - 6    | Ässät Pori       | 5 - 0 | 3 - 6  |
| HK Jesenice   | 6 - 9    | EC Klagenfurt AC | 1 - 3 | 5 - 6  |

 ZKL Brno,   
 Dukla Jihlava  : pré-qualifiés

## Demi-finales
| Équipe 1         | Résultat | Équipe 2      | Aller | Retour |
| ---------------- | -------- | ------------- | ----- | ------ |
| EC Klagenfurt AC | 10 - 11  | ZKL Brno      | 5 - 6 | 5 - 5  |
| Dukla Jihlava    | 10 - 5   | Dynamo Berlin | 5 - 1 | 5 - 4  |

## Finale
| Équipe 1 | Résultat | Équipe 2      | Aller | Retour |
| -------- | -------- | ------------- | ----- | ------ |
| ZKL Brno | 6 - 3    | Dukla Jihlava | 3 - 0 | 3 - 3  |

## Bilan
Le ZKL Brno remporte la 3e Coupe d'Europe.